# Brudens far
Brudens far (engelska: Father of the Bride) är en amerikansk komedifilm från 1991 i regi av Charles Shyer.  I huvudrollerna ses Steve Martin och Diane Keaton. Filmen är en nyinspelning av filmen Brudens fader från 1950.

## Handling
George Banks (Steve Martin) som får separationsångest då hans dotter Annie (Kimberly Williams) ska gifta sig.

## Rollista i urval
- Steve Martin - George Stanley Banks
- Diane Keaton - Nina Banks
- Kimberly Williams - Annie Banks
- Kieran Culkin - Matty Banks
- George Newbern - Bryan MacKenzie
- Martin Short - Franck Eggelhoffer
- B.D. Wong - Howard Weinstein
- Peter Michael Goetz - John MacKenzie
- Kate McGregor-Stewart - Joanna MacKenzie

## Filmmusik
Filmmusiken skapades av Alan Silvestri och influerades av bland annat jazz. Den innehåller följande spår:
1. "Main Title"
2. "Annie's Theme"
3. "Drive to Brunch"
4. "Snooping Around"
5. "Pool Cue"
6. "Annie Asleep"
7. "Basketball Kiss"
8. "The Wedding"
9. "Snow Scene"
10. "Nina at the Stairs"
11. "The Big Day"
12. "Annie at the Mirror
13. "Pachelbel Canon"
14. "The Way You Look Tonight" - Alan Silvestri, Dorothy Fields
15. "My Annie's Gone"
16. "The Way You Look Tonight (Reprise)"
17. "End Credits"

Följande sånger finns också med i filmen:
- "My Girl" - The Temptations
- "(Today I Met) The Boy I'm Going to Marry" - Darlene Love
- "Chapel of Love" - The Dixie Cups